# Hrvatsko Zagorje

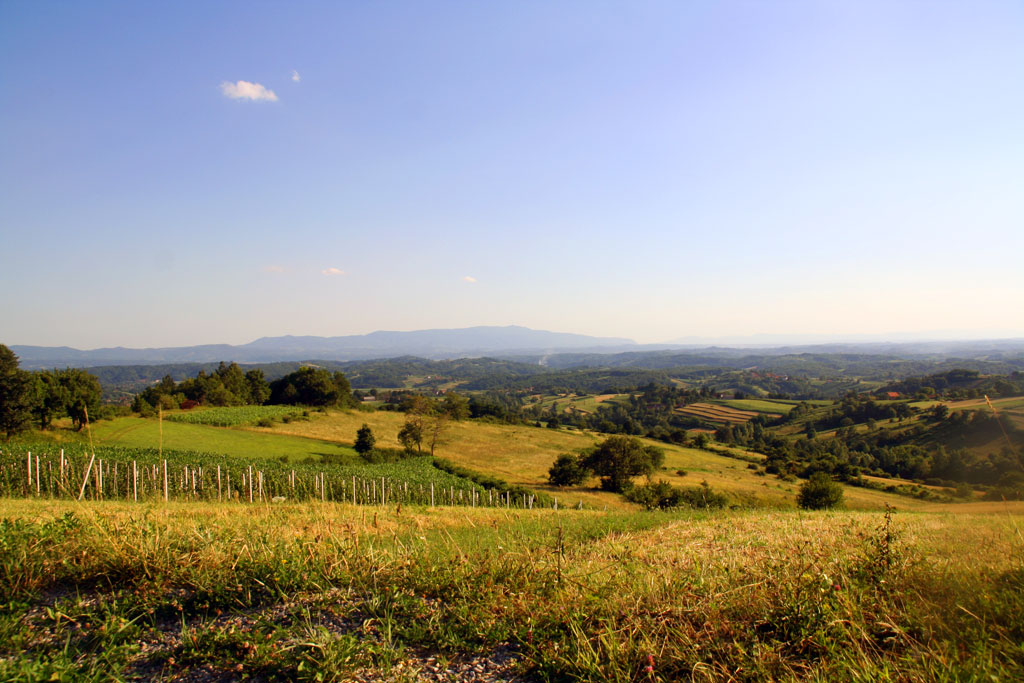
Paysage typique du Zagorje

Le Hrvatsko Zagorje est une région traditionnelle de Croatie, située  au nord-ouest de Zagreb, au-delà de la Medvednica, la « montagne aux ours », à laquelle s'adosse la capitale de la Croatie. De là lui vient son nom d'« Outremont Croate ». C'est principalement une région de collines, située entre les monts de Macelj (718 m), la Medvednica (1 032 m) et la rivière Sutla (Sotla en slovène), qui marque la frontière  avec la Slovénie.

## Géographie
En son milieu, la région est divisée par une chaîne de collines (Ivanščica culminant à 1 061 m) en direction est-ouest, de Strahinčica à Ivančica.
Le Zagorje du nord, le cours supérieur et moyen de la Bednja, autour de Varaždin, constitue le comitat du même nom (Varaždinska županija) ; le Zagorje du sud, autour de Krapina et le long de la Sotla, constitue le comitat de Krapina et du Zagorje (Krapinsko-zagorska županija).
Certaines zones sont rattachées au comitat de Zagreb.
L'ensemble de la région est propice à un tourisme durable de proximité à la nature : randonnées (pied, vélo, cheval, quad...), thermes, pèlerinages, gastronomie .

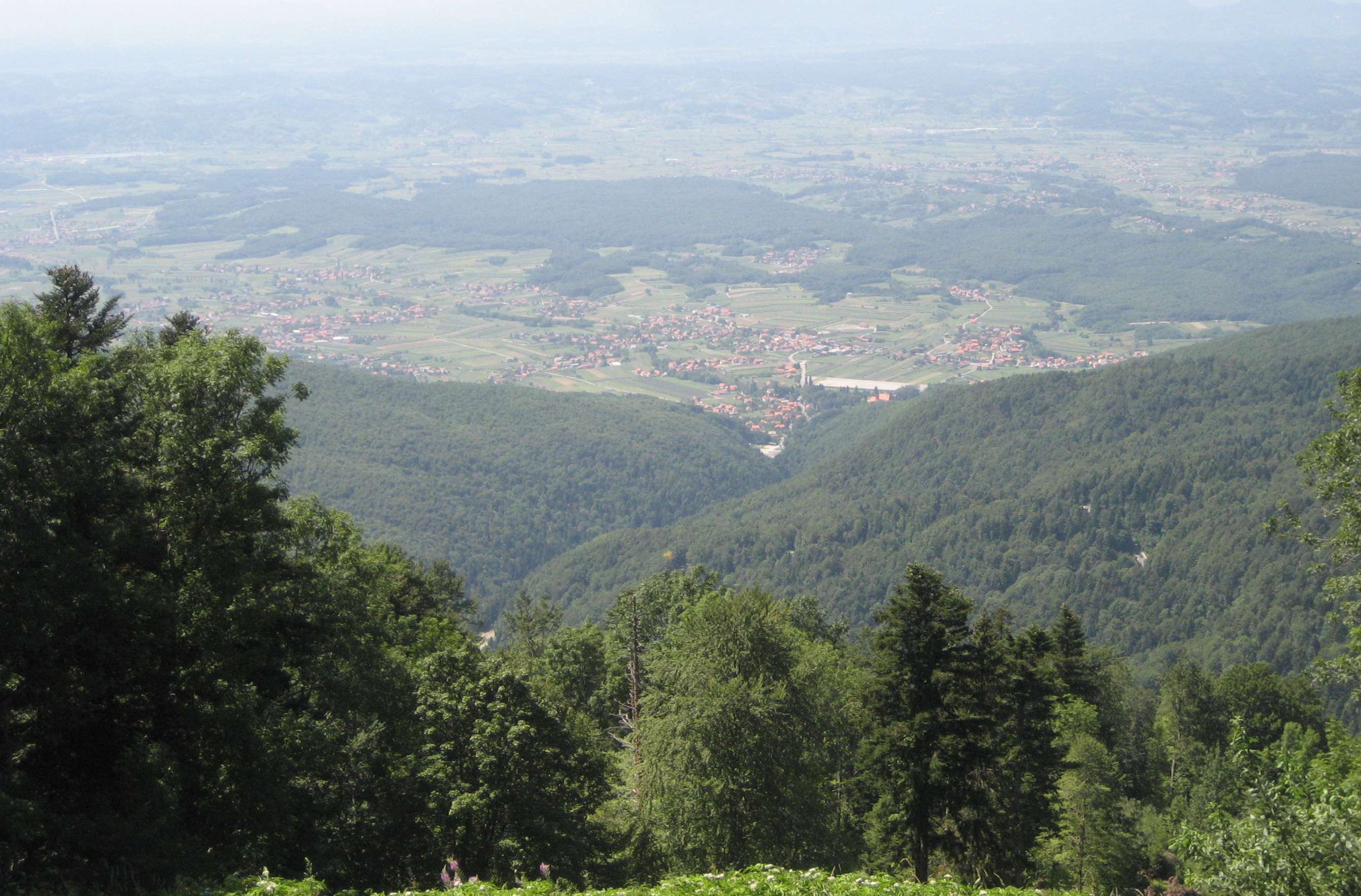
Le Zagorje vu de la Medvednica
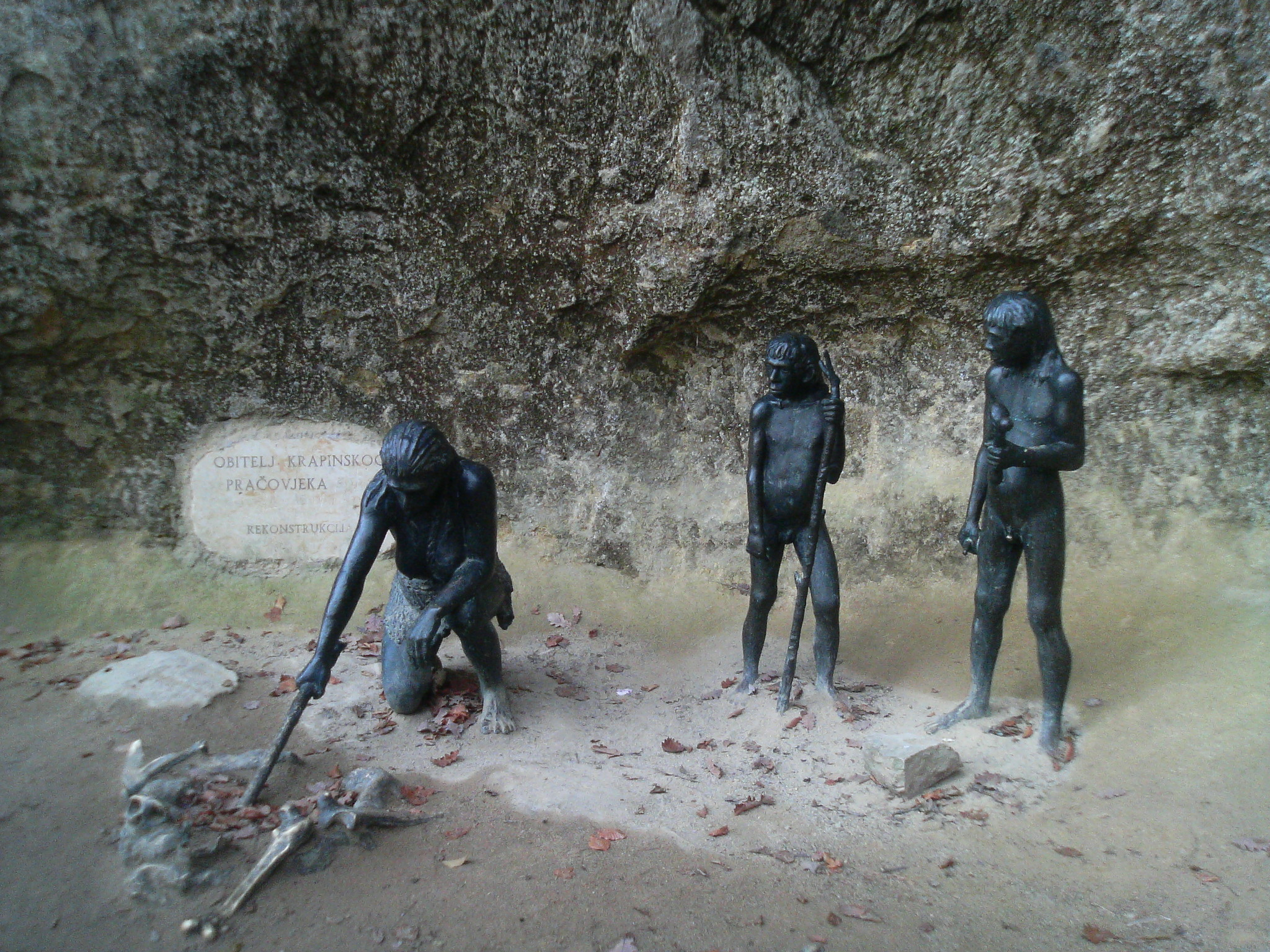
L'homme de Krapina à Hušnjakovo

## Villes et villages
Recensement de 2001 :
- Varaždin (49 075 hab.)
- Ivanec (14 434 hab.)
- Novi Marof (13 857 hab.)
- Krapina (12 950 hab.)
- Zabok (9 365 hab.)
- Bedekovčina (8.482 hab.)
- Lepoglava (8 718 hab.)
- Pregrada (7 165 hab.)
- Varaždinske Toplice (6 973 hab.)
- Sveti Križ Začretje (6 619 hab.)
- Marija Bistrica (6 612 hab.)
- Oroslavje (6 570 hab.)
- Zlatar (6 506 hab.)
- Donja Stubica (5 930 hab.)
- Krapinske Toplice (5 744 hab.)
- Gornja Stubica (5 726 hab.)
- Hum na Sutli (5 476 hab.)
- Veliko Trgovišće (5 220 hab.)
- Bednja (4 765 hab.)
- Konjščina (4 074 hab.)
- Jakovlje (3 952 hab.)
- Klanjec (3 234 hab.)

## Culture
Au sens large, la population de l'Outremont croate serait de 300 000 habitants, pratiquant le kaïkavien, variante de la langue croate, parlé jusqu'en Podravina ou « val de Drave » (à l'est).
Chaque année, se tient à Krapina le Festival de chant kaïkavien (Festival kajkavske popevke) ou Festival de la culture kaïkavienne (Festival kajkavske popevke).

## Zonages

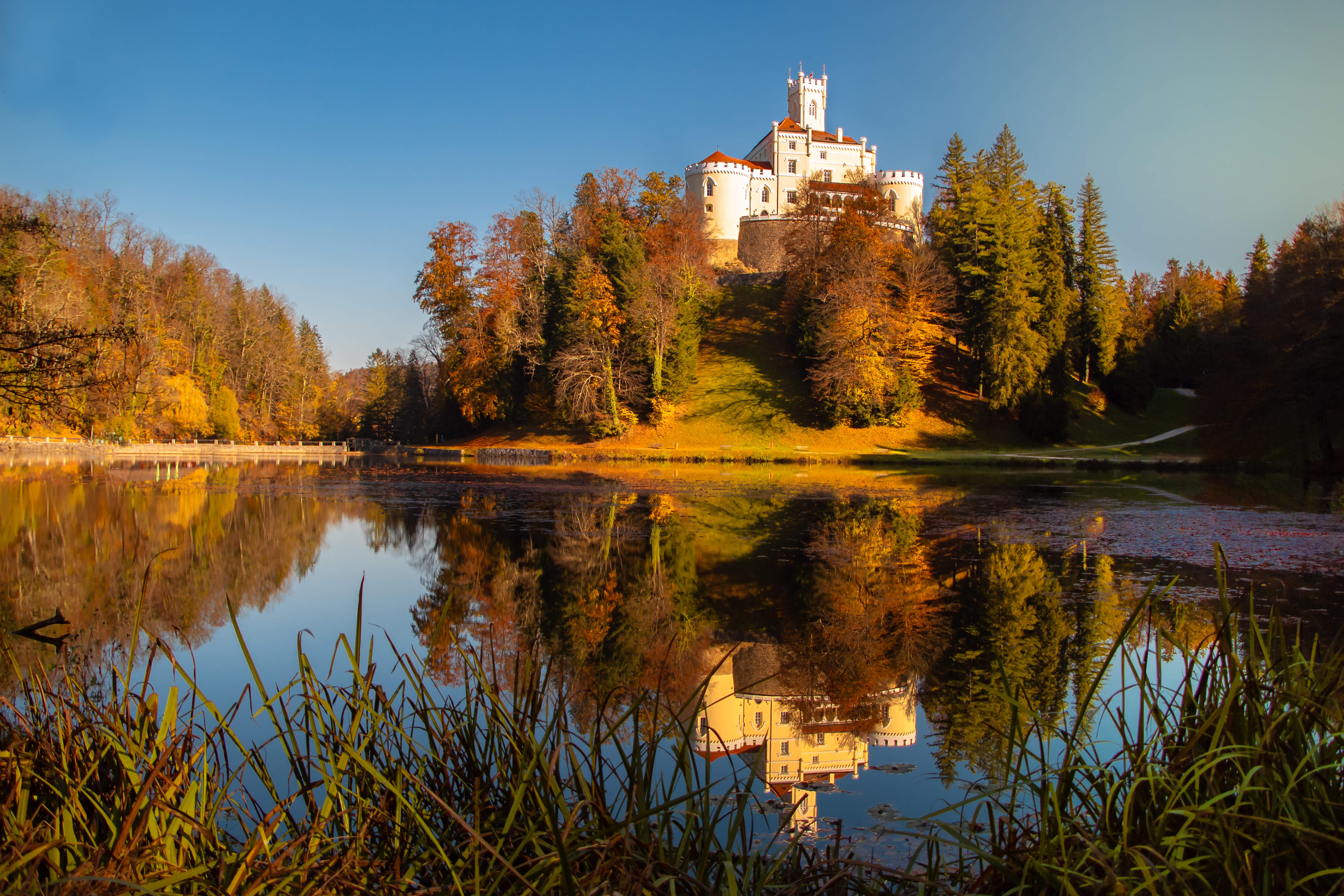
Chateau et lac de Trakošćan en Hrvatsko Zagorje. Novembre 2020.

Entre montagnes croates et montagnes et forêts slovènes :
- Medvenica : Gornja Bistra (en), Stubičke Toplice, Stubicki Golubovec, Donja Stubica, Gornja Stubica, Marija Bistrica, Belec
- Ouest du Zagorje : Zaprešić, Lužnica (Croatie) (en), Brdovec, château Januševec (en), Klanjec, Kumrovec, château de Miljana, château de Veliki Tabor, Vinagora, Krapina, Trški Vrh
- Nord du Zagorje : château de Trakošćan (en), Lepoglava, Klenovnik, Vinica, manoir d'Opeka (en) (Bombelles)
- Varaždin, comitat de Varaždin
- Extérieurs de culture proche, face à la frontière hongroise :
  - nord : Međimurje, comitat de Međimurje, Čakovec
  - est : comitat de Koprivnica-Križevci, Koprivnica, Đurđevac, Križevci, Hlebine
  - est : vallée de la Drave, comitat de Virovitica-Podravina (Slavonie) : Ludbreg, Virovitica, Gradina, Slatina, Čađavica
- Extérieur sud : comitat de Zagreb, Zaprešić, Brdovec, Samobor, dans la mesure où des témoignages de la petite région y susbsistent

## Histoire
En mai-juin 1945, lors du massacre de Bleiburg (Carinthie, Autriche) et du massacre de Tezno (en) (près de Maribor, Basse-Styrie, Slovénie), a lieu le massacre de Macelj (en) (1163 morts), dont 25 religieux du couvent franciscain de Široki Brijeg.

## Images du Zagorje

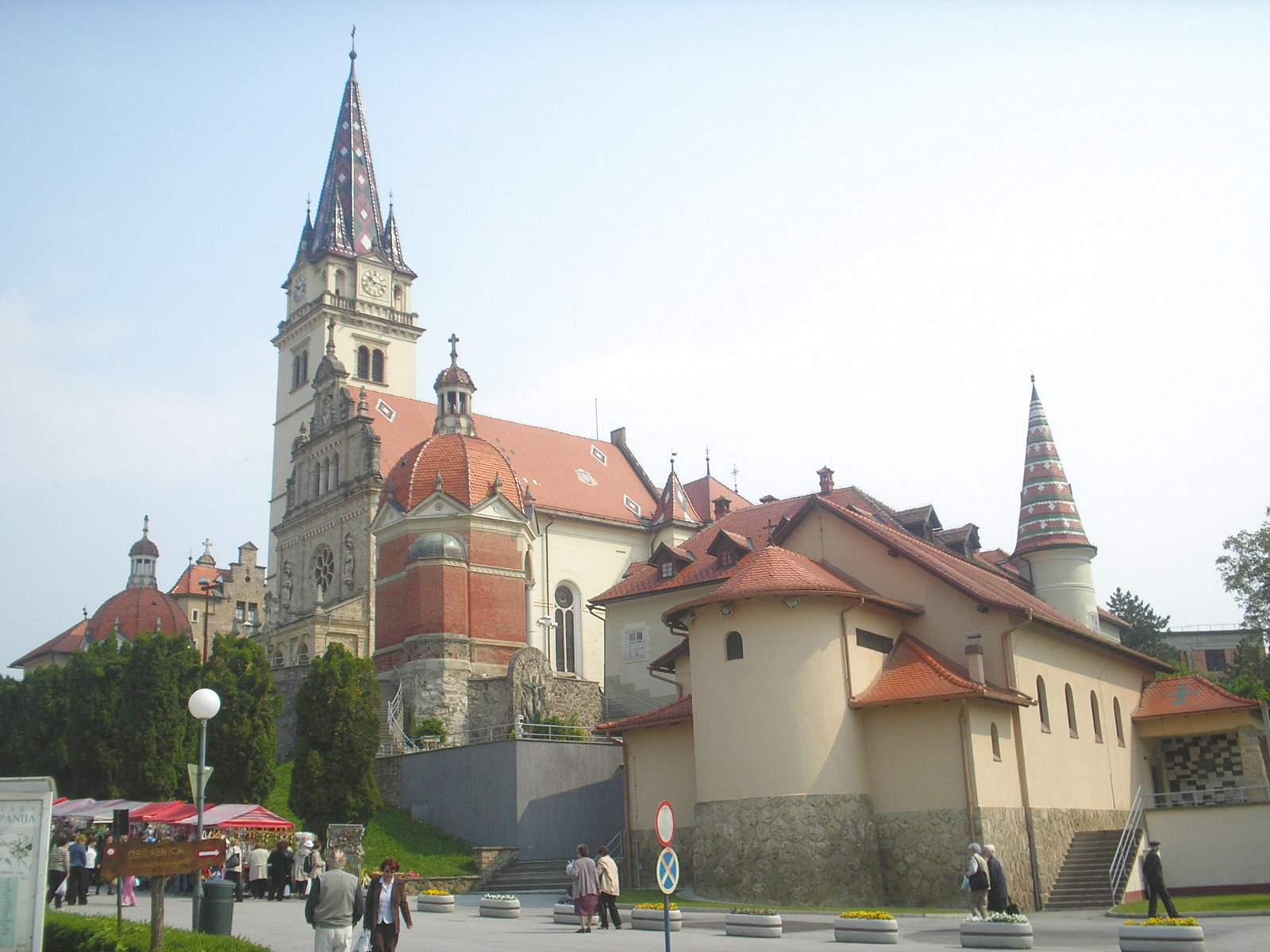
Basilique de la Mère de Dieu à Marija Bistrica
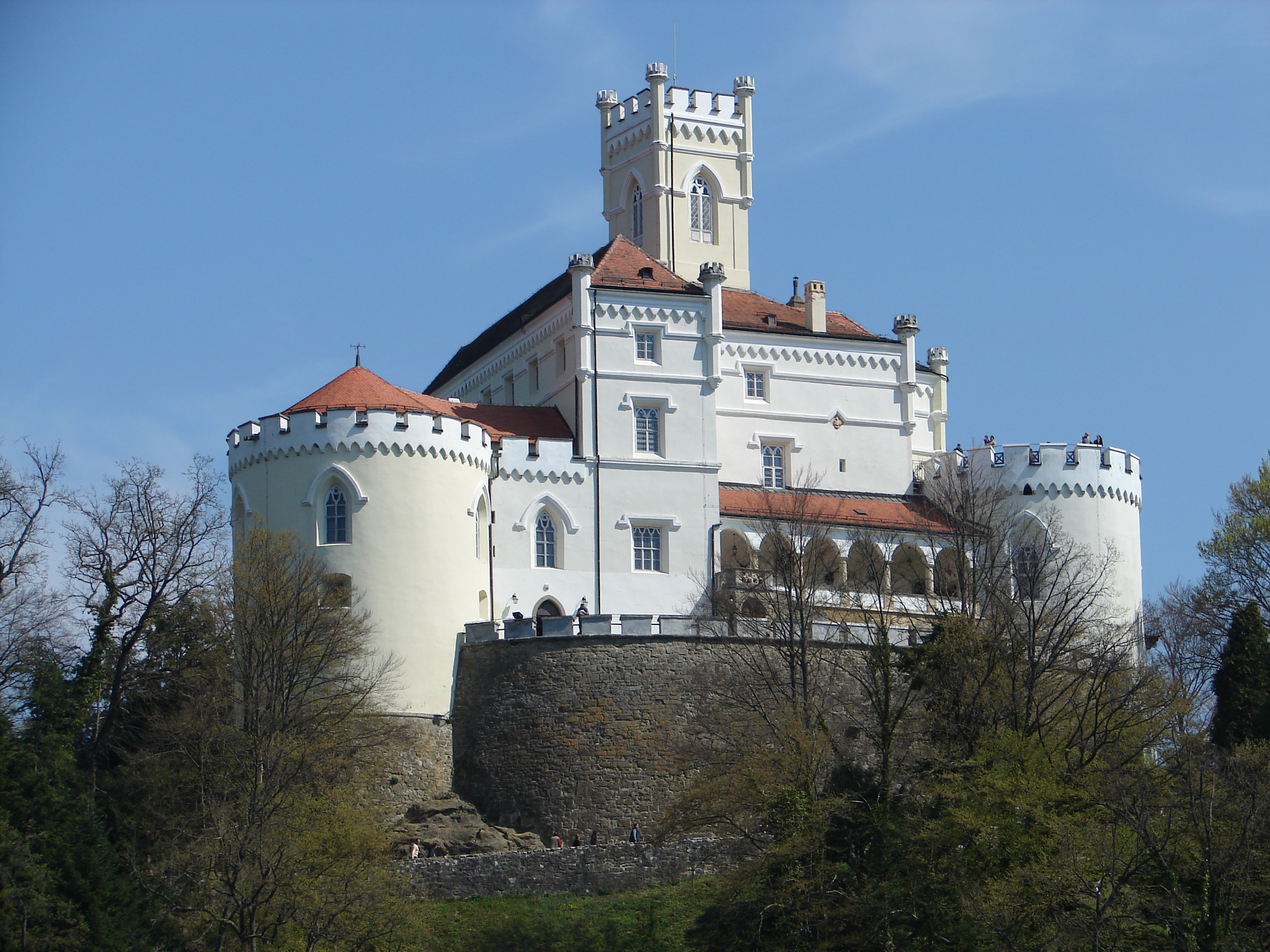
Trakošćan
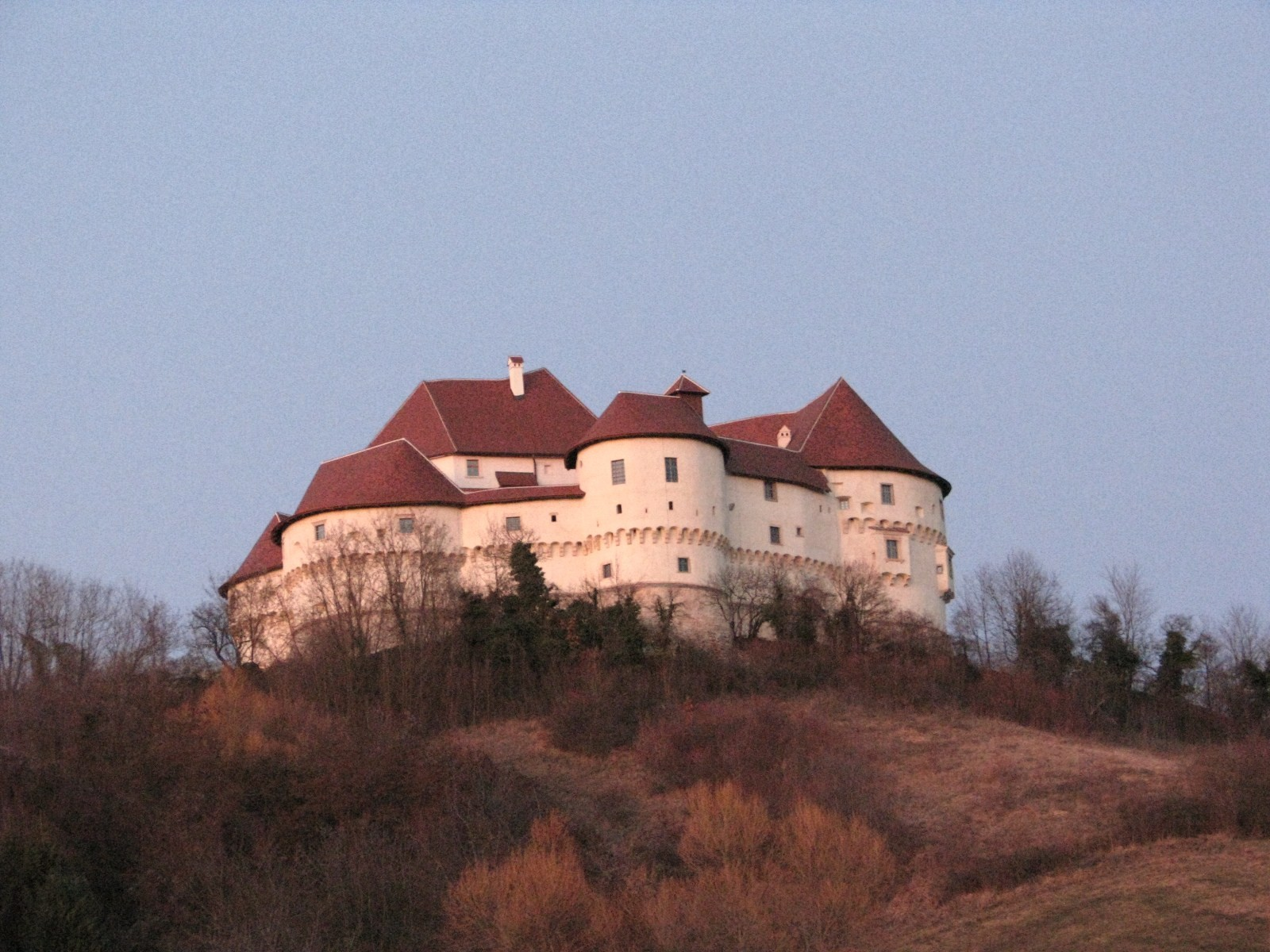
Château de Veliki Tabor
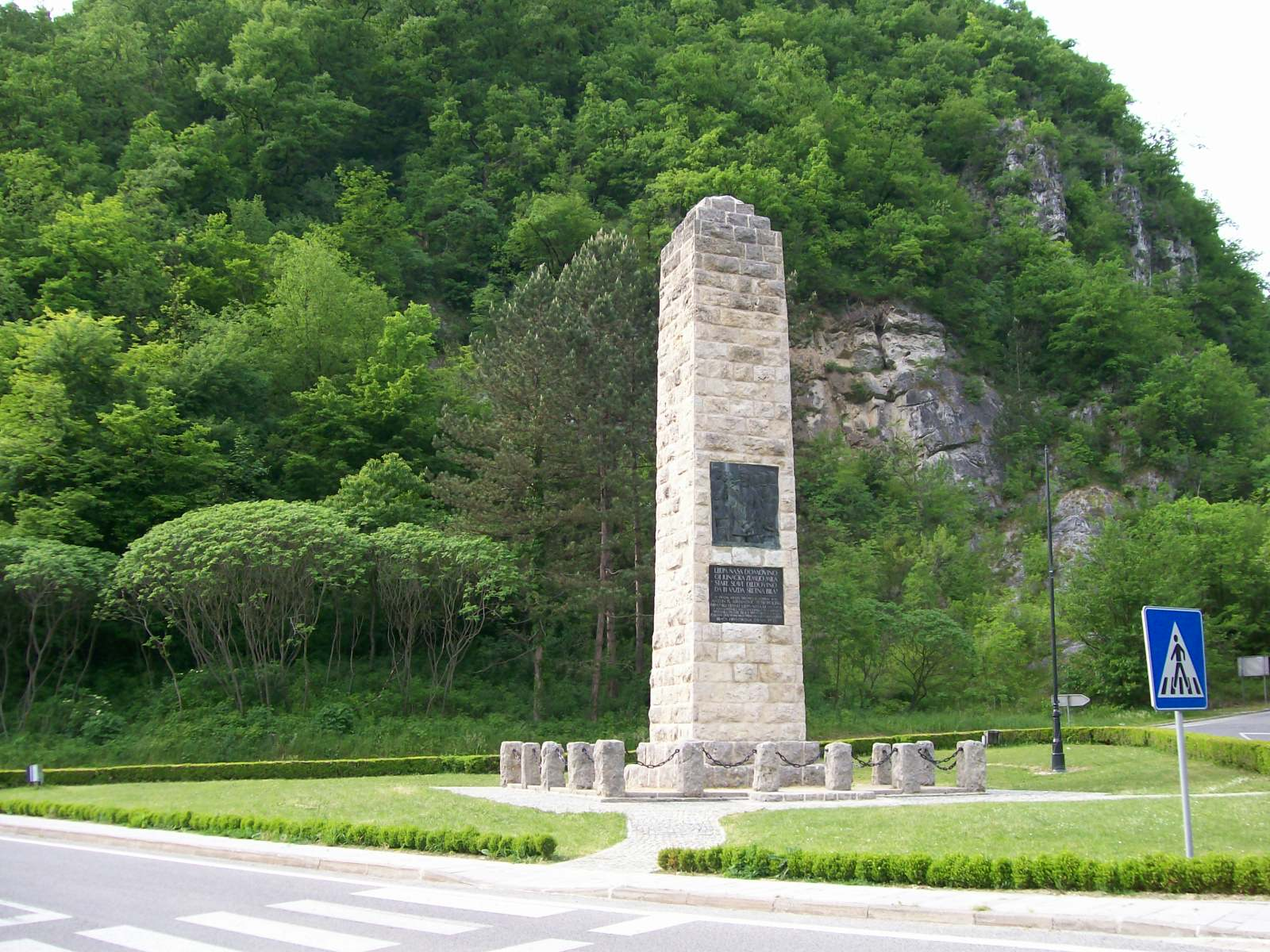
Zelenjak - Monument à l'hymne national de la Croatie
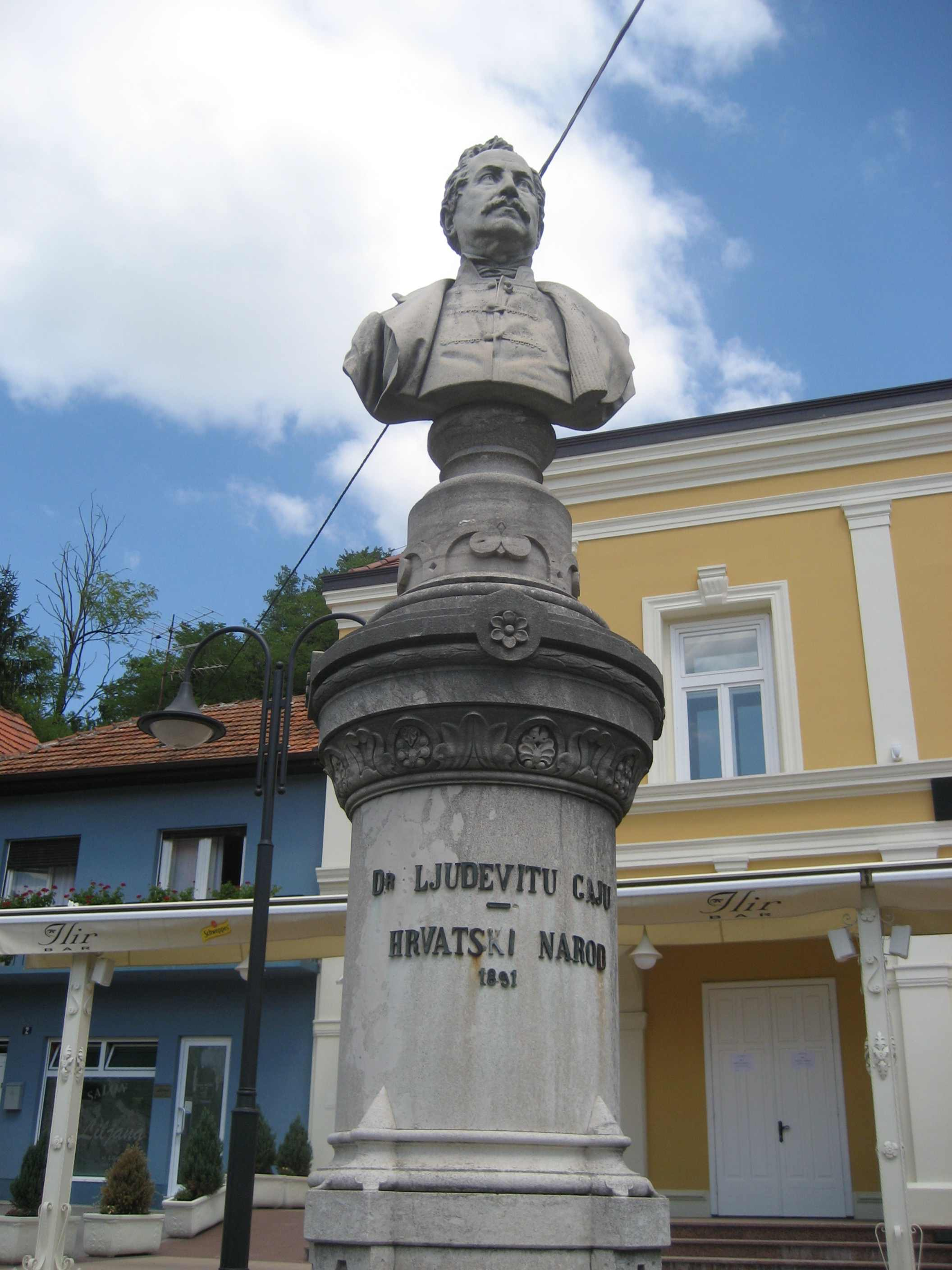
Krapina : Monument à Ljudevit Gaj
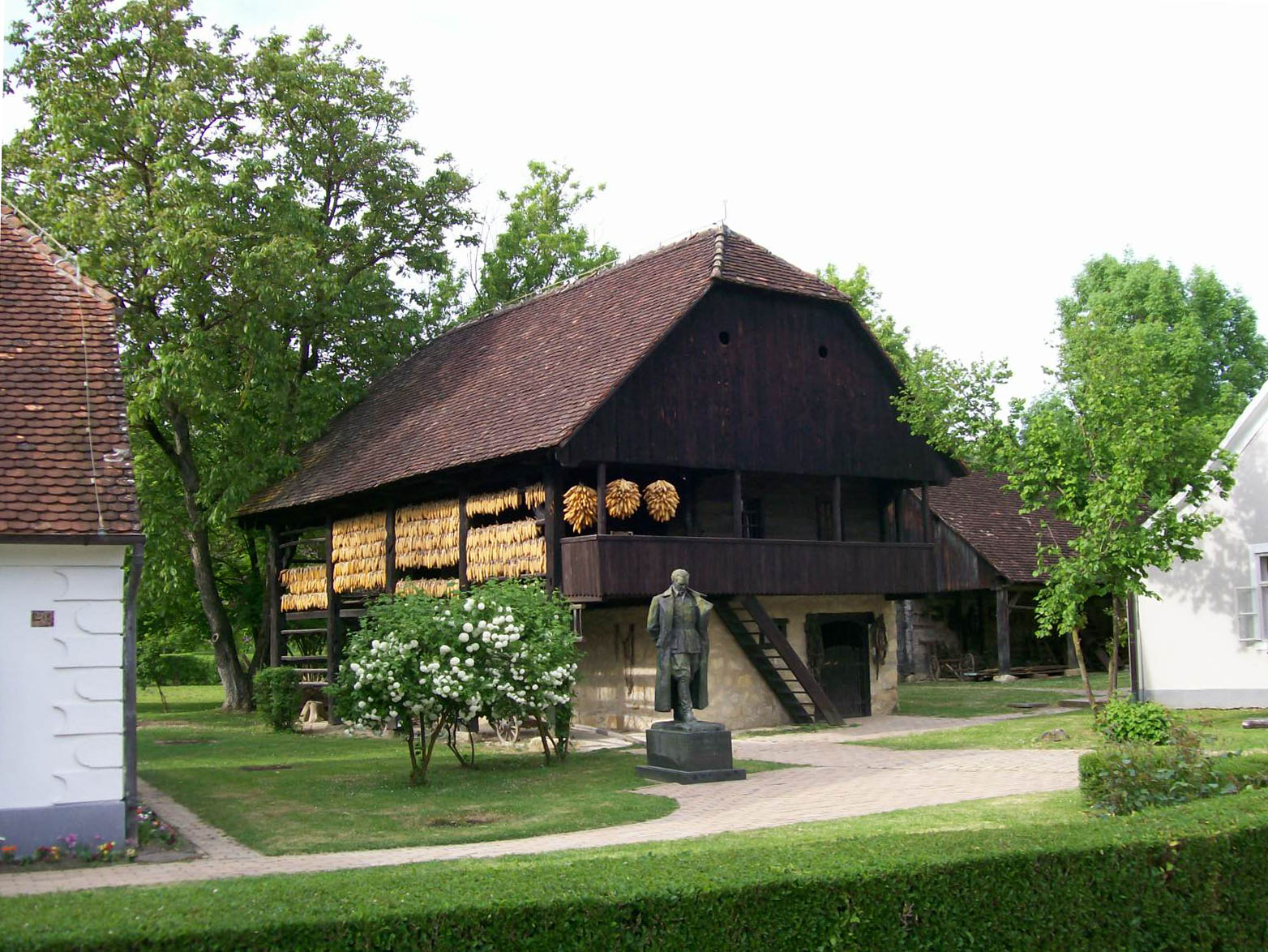
Kumrovec - Maison à la mémoire de Tito, officiellement né à Kumrovec
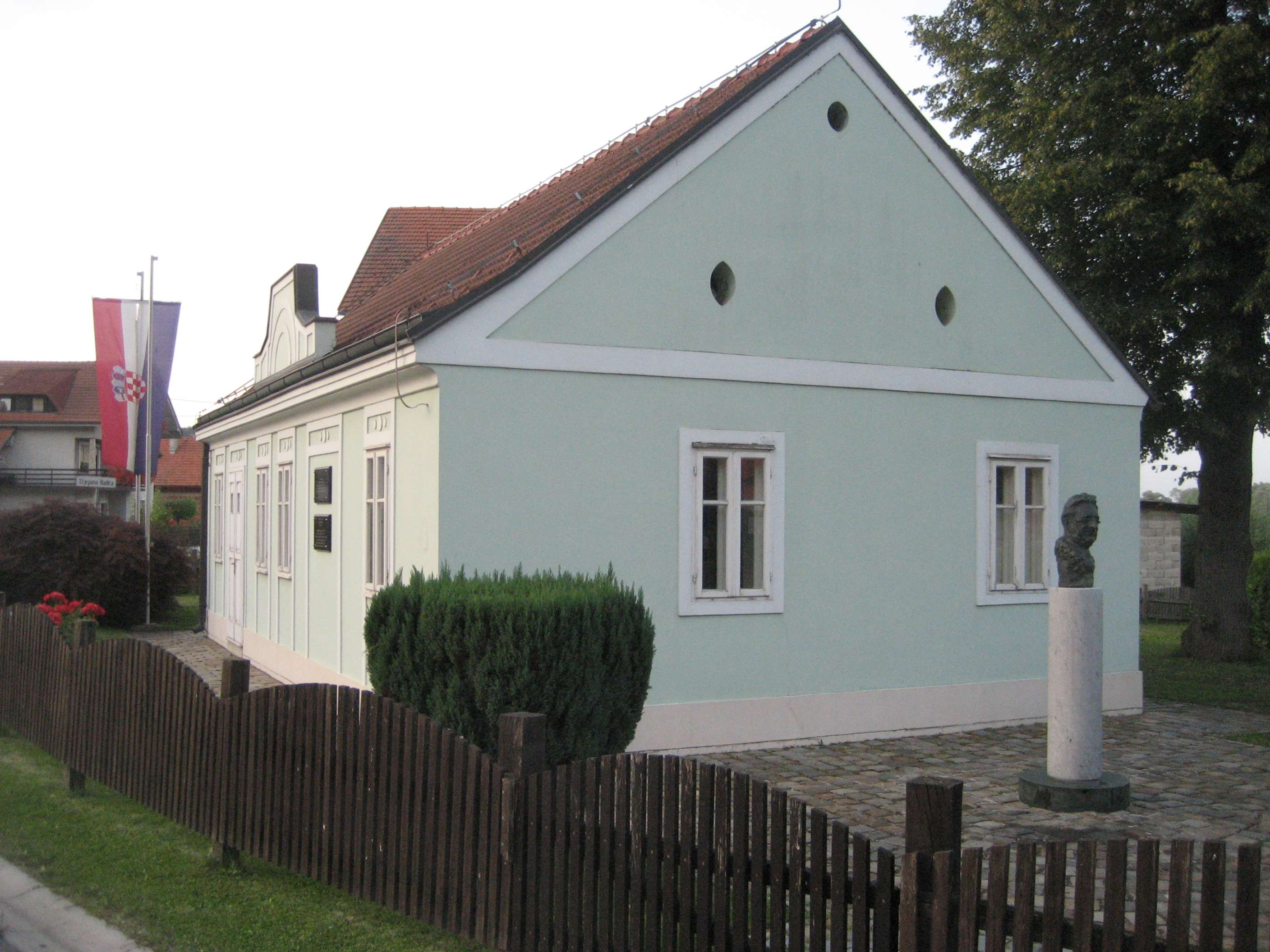
Veliko Trgovišće - Maison à la mémoire de Franjo Tuđman, premier Président de la Croatie indépendante

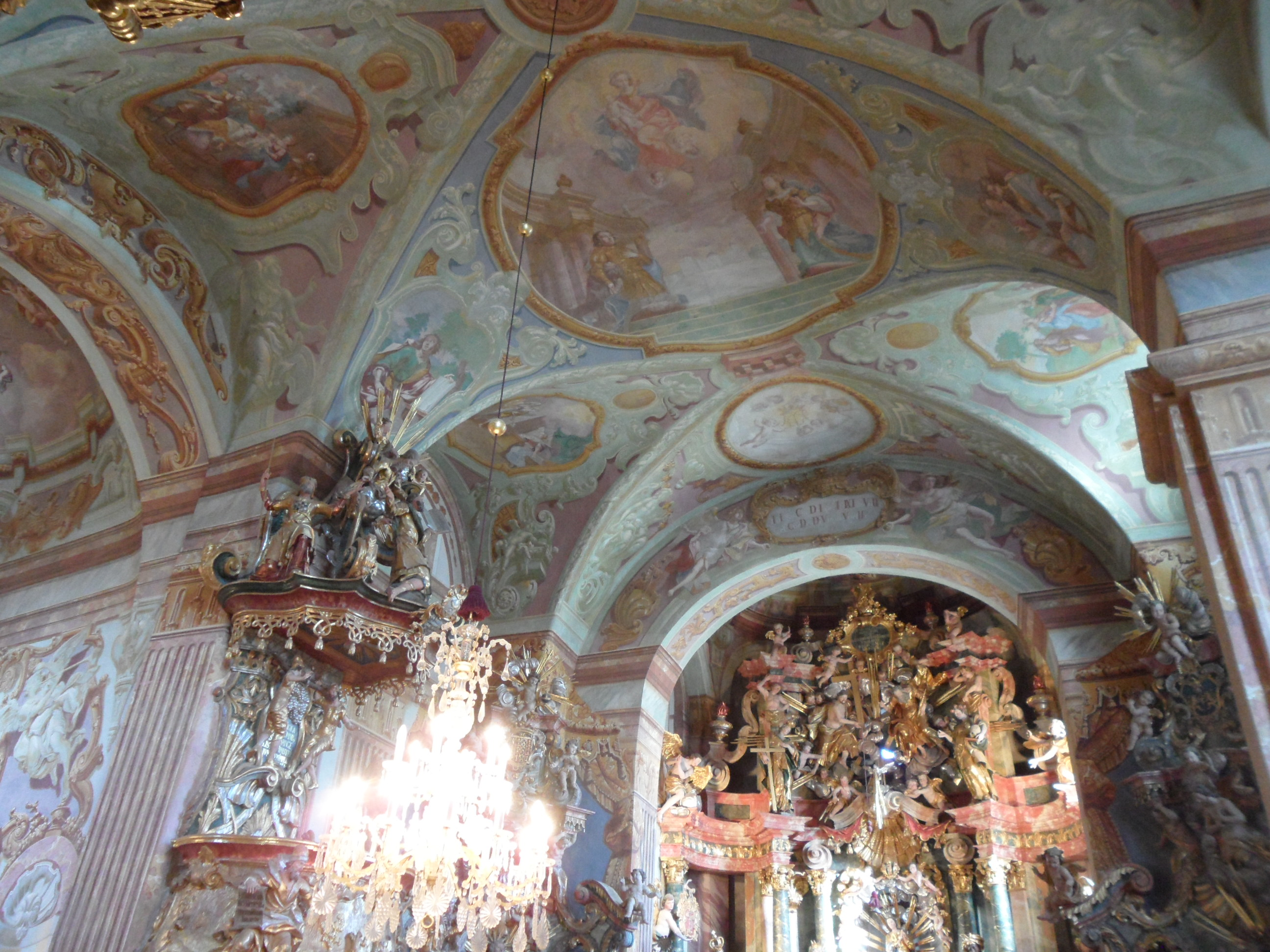
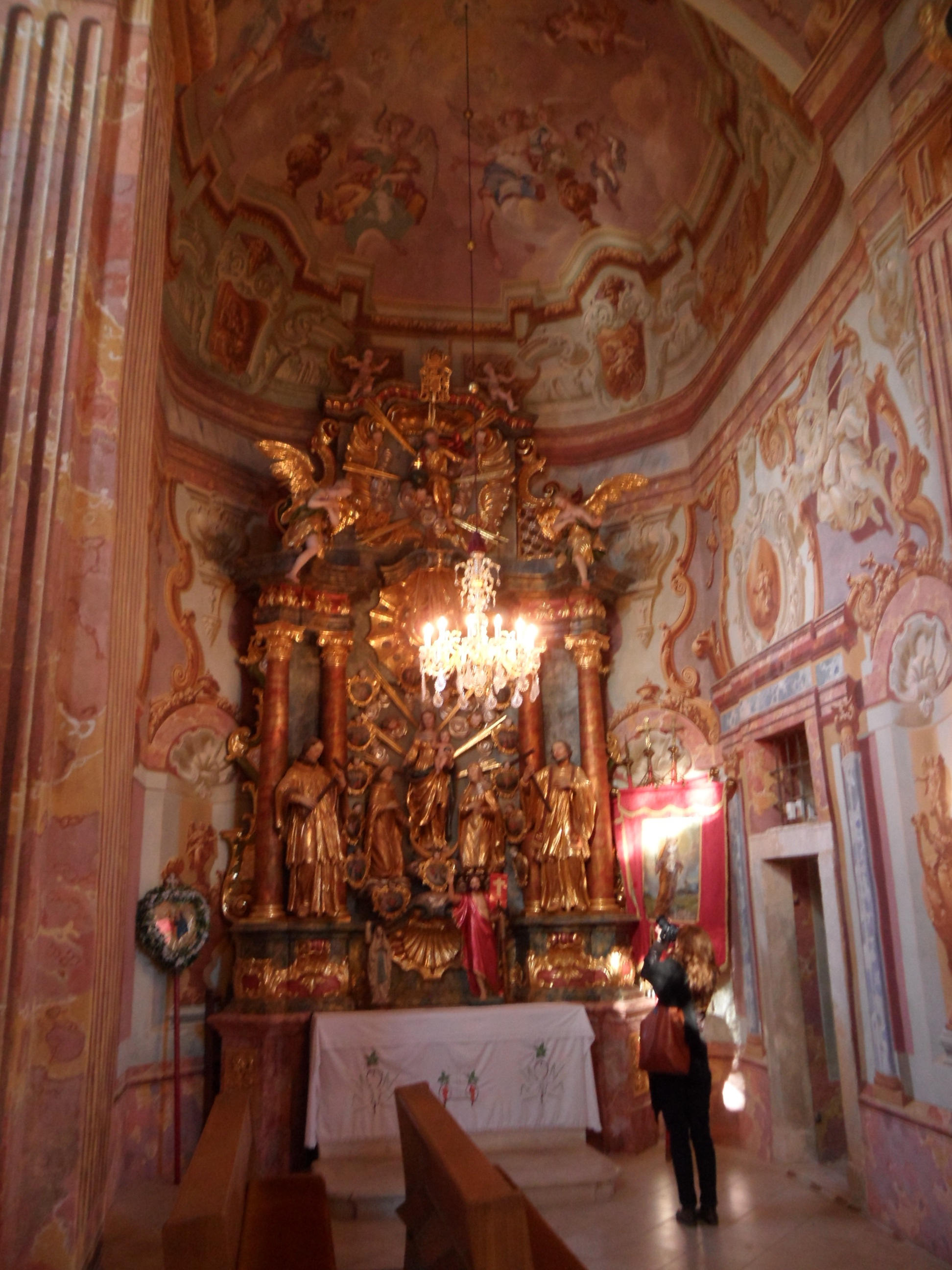
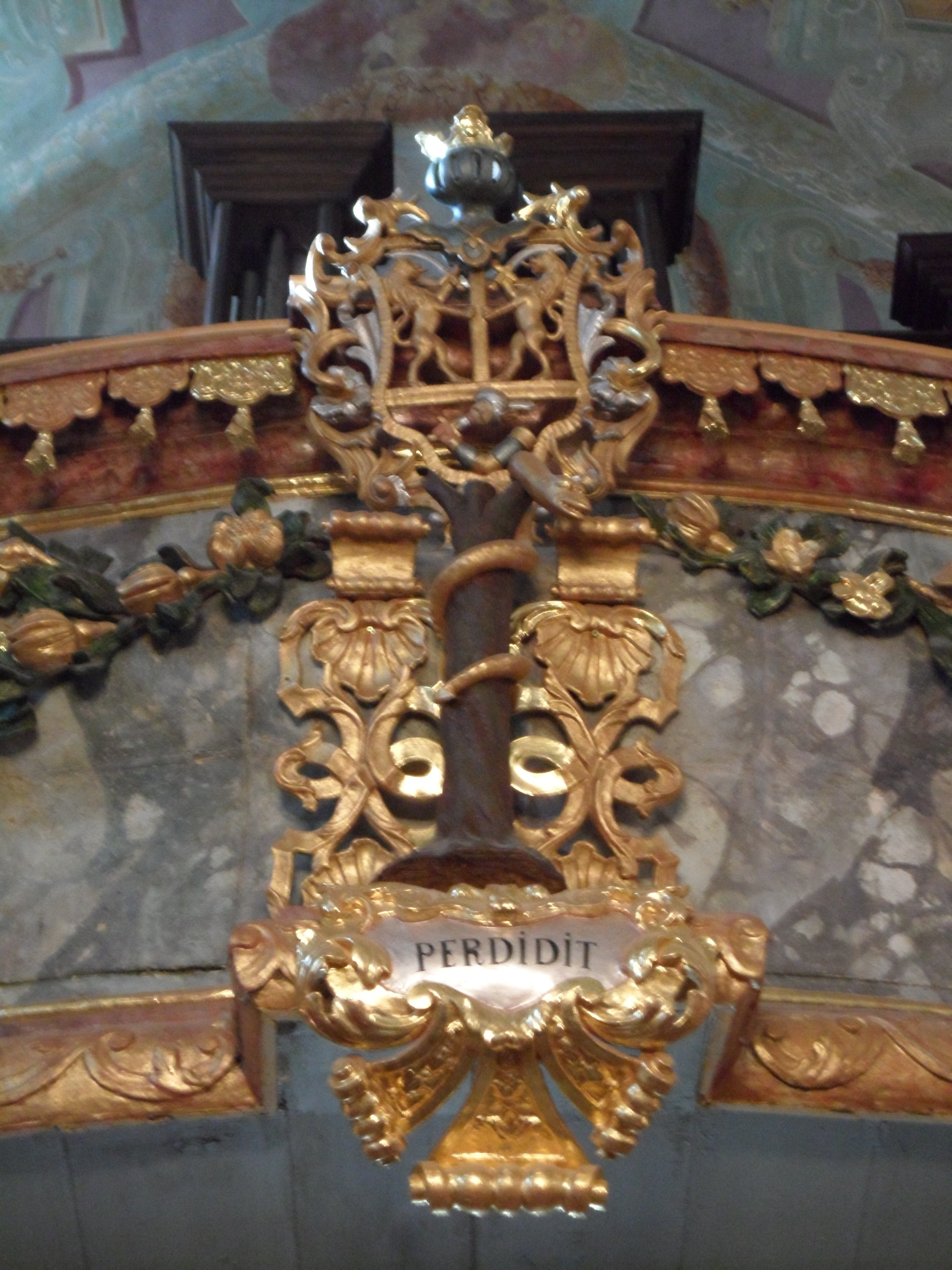

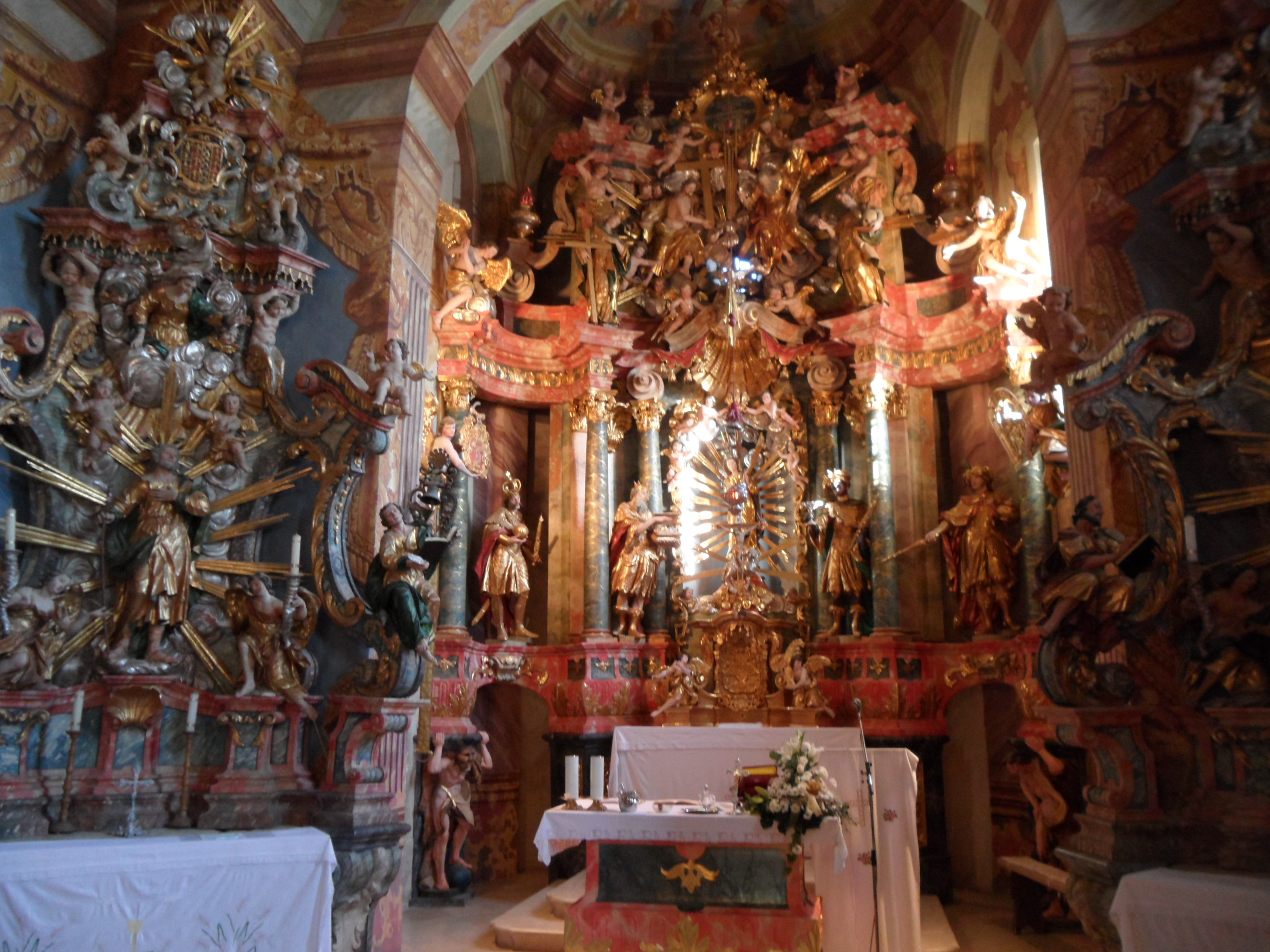
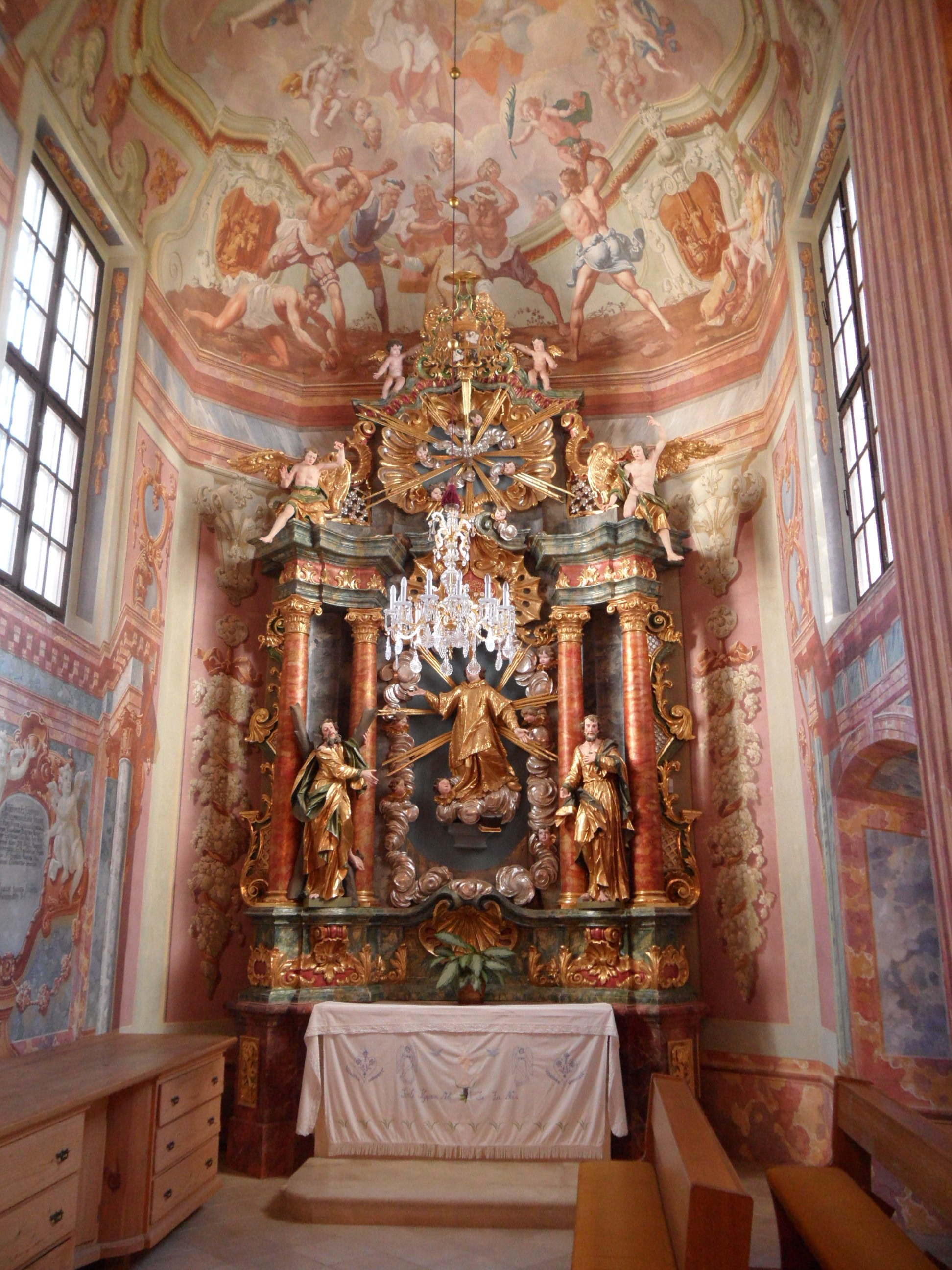
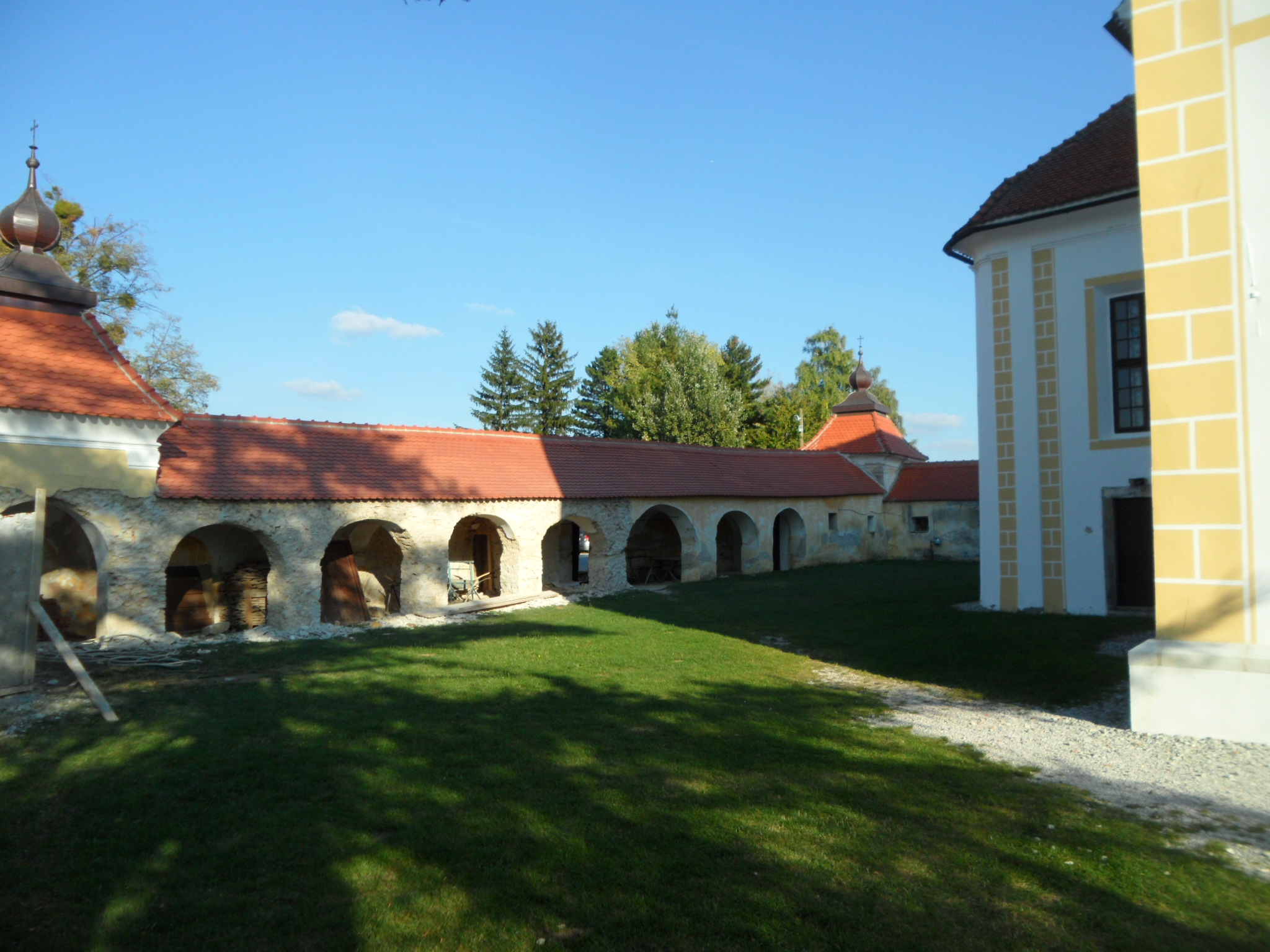